# Hope Torture
Hope Torture (hangeul: 희망고문) è il terzo singolo della cantante sudcoreana Jieun, pubblicato nel 2013 dall'etichetta discografica TS Entertainment insieme a LOEN Entertainment.

## Il disco
Il 23 settembre 2013, la TS Entertainment annunciò la pubblicazione dell'album singolo di Jieun. Il giorno seguente fu pubblicata la prima foto teaser, e il 30 settembre venne pubblicato il singolo completo. Il pezzo "Date Mate" venne scritto e composto con l'aiuto della stessa Jieun. Il brano "Hope Torture" fu utilizzato come traccia promozionale nelle sue performance nei programmi M! Countdown, Music Bank, Show! Music Core e Inkigayo.

## Tracce
1. Vintage (feat. Zelo dei B.A.P) – 3:21 (testo: SLEEPY (Untouchable), Marco – musica: Marco)
2. Hope Torture (희망고문) – 3:12 (Park Soo Suk, INOO)
3. Date Mate – 3:16 (Song Ji Eun, Park Soo Suk, INOO)

Durata totale: 9:49

## Certificazioni
Corea del Sud
(vendite: 2 688+)